# Расточная улица
Расточная улица — улица в жилом районе Сортировочный Железнодорожного административного района Екатеринбурга.

## Расположение
Улица берёт начало от пересечения с улицей Строителей, пересекается с улицами: Соликамская, Червонная, Техническая, Кунарская, Ангарская, Билимбаевская; кончается пересечением с улицей Монтажников.

## История
Улица была основана во время застройки в 50—60-е гг. XX века жилого района Сортировочный.  Расточная, от слова РАСТОЧНИК. Рабочая профессия токарь-расточник.

## Благоустройство и инфраструктура
Представлена в частности домами советской постройки, а также современными многоэтажными жилыми домами. Улица достаточно благоустроена: здесь расположена лесопарковая зона и стадион, принадлежащие спортивному комплексу «Локомотив», осуществляется образовательный процесс в школе-интернате № 13 и в детских садах № 131 и № 132.

### Транспорт
Транспортная инфраструктура достаточно развита. На улице расположено несколько остановочных пунктов: Расточная улица (на пересечении с Технической улицей) — трамваи: 7, 10, 13, 24, маршрутное такси: 024; Кунарская улица — автобусы: 13, 13А, 06, маршрутные такси: 08, 014, 021, 024, 035, 082, 083; Билимбаевская улица — автобусы: 13, маршрутные такси: 06, 08, 014, 021, 035, 082, 083; Расточная улица (на пересечении с Ангарской улицей) — автобусы: 13А, маршрутные такси: 024, 035, 082, 083; улица Монтажников — автобусы: 13А, маршрутные такси: 035, 082, 083.